# Henryk Karkosza
Henryk Władysław Karkosza (ur. 25 maja 1953 w Mielcu, zm. 24 stycznia 2023) – polski działacz opozycyjny w PRL, wydawca publikacji drugiego obiegu, równocześnie tajny współpracownik Służby Bezpieczeństwa.

## Życiorys
Od 1976 do lutego 1978 pracował jako młodszy inspektor sekcji kryminalnej Wydziału Dochodzeniowo-Śledczego Komendy Wojewódzkiej MO w Tarnowie. W 1978 ukończył studia prawnicze na Uniwersytecie Jagiellońskim. Od 1978 był zatrudniony w PKO BP. Od tego samego roku zajmował się poligrafią Studenckiego Komitetu Solidarności w Krakowie. Jesienią 1978 przejął kierowanie założoną przez SKS Krakowską Oficyną Studentów, która od 1979 działała samodzielnie, a od początku 1980 pod nazwą Wydawnictwo KOS. Był też członkiem rady programowej wydawnictwa, które zajmowało się przede wszystkim literaturą piękną oraz w mniejszym zakresie publicystyką. Równocześnie od lutego 1979 był jednym z najważniejszych i najlepiej opłacanych tajnych współpracowników Służby Bezpieczeństwa w Krakowie, zajmował się inwigilacją struktur opozycyjnych (poza SKS, także ROPCiO, KPN i RMP), w szczególności zajmował się podziemną działalnością wydawniczą, kontynuował tę działalnością także w latach 80., posługiwał się pseudonimem „Monika”. Dzięki tej współpracy SB prowadziła działalność dezintegrującą środowisko opozycyjne, m.in. starało się zdyskredytować zaangażowanego w druk wydawnictw SKS Andrzeja Mietkowskiego, skłócić SKS z krakowskim środowiskiem Ruchu Młodej Polski, próbowała wpływać na treści podejmowane w drugim obiegu.
Od września 1980 uczestniczył w działalności NSZZ „Solidarność”, udostępnił swoje mieszkanie na punkt konsultacyjny związku, drukował instrukcje dotyczące zakładania organizacji związkowych, został przewodniczącym komisji zakładowej „Solidarności” w swoim zakładzie pracy, a następnie zorganizował w oparciu o swoje wydawnictwo bazę wydawniczo-poligraficzną związku, drukował m.in. ulotki, plakaty i biuletyny związkowe, jak również biuletyny krakowskiego Niezależnego Zrzeszenia Studentów. Równocześnie Wydawnictwo KOS w dalszym ciągu wydawało literaturę piękną. W tym czasie zajmował się równocześnie inwigilacją struktur związkowych, informował o podziałach i konfliktach personalnych, a także o strukturach poligraficznych.
13 grudnia 1981 został internowany, przebywał w zakładzie karnym w Wiśniczu, a następnie obozie w Jaworzu. W maju 1982 został zwolniony, otrzymał wymówienie z pracy, zajął się działalnością podziemną, tworząc Oficynę Literacką (OL), największe krakowskie wydawnictwo podziemne, specjalizujące się w literaturze pięknej i cechujące się profesjonalnym drukiem (potajemnie korzystano z oficjalnych drukarni). Od jesieni 1985 był przedstawicielem OL jako jedynego wydawnictwa pozawarszawskiego w Funduszu Wydawnictw Niezależnych. W ramach funduszu opiniował wnioski o dotacje krakowskich wydawnictw podziemnych i pośredniczył w przekazywaniu pieniędzy i sprzętu. Służba Bezpieczeństwa umożliwiła mu eliminowanie niektórych konkurencyjnych wydawców oraz preferowanie przy finansowaniu wydawnictw umiarkowanych z punktu widzenia władz PRL. Służby PRL mogły także dzięki jego działalności likwidować niektóre punkty poligraficzne, a także represjonować osoby zaangażowane w działalność podziemną. Jego wydawnictwo zostało w 1986 laureatem Nagrody Komitetu Kultury Niezależnej. Jako tajny współpracownik był zarejestrowany do stycznia 1990.
W 1989 włączył się w kampanię wyborczą Komitetu Obywatelskiego „Solidarności” przed wyborami do Sejmu i Senatu, drukując w ramach swojego wydawnictwa ulotki i biuletyn komitetu. Od 1990 prowadził legalnie działającą Oficynę Literacką.
W 2004 jego współpracę z SB ujawnili, na podstawie dokumentów Instytutu Pamięci Narodowej, działacze krakowskiego SKS. Początkowo informacje te spotkały się z niedowierzaniem opinii publicznej.
Henryk Karkosza zaprzeczył współpracy i wystąpił o autolustrację, ale postępowanie z jego udziałem zostało umorzone. Sąd stwierdził, że procesowi lustracyjnemu nie mogą się poddać osoby nie sprawujące funkcji publicznej.